# Gilberto Govi
Gilberto Govi (Génova, 22 de octubre de 1885 – 28 de abril de 1966) fue un actor teatral, cinematográfico y televisivo de nacionalidad italiana.
Considerado uno de los símbolos de su ciudad, fue fundador del teatro dialectal genovés. Entre sus principales éxitos figuran clásicos emblemáticos de dicho género teatral como I manezzi pe majâ na figgia, Pignasecca e Pignaverde y Colpi di timone. Otras obras fueron Quello buonanima, Gildo Peragallo, ingegnere, I Guastavino ed i Passalacqua y Sotto a chi tocca.

## La máscara, el rostro
Dotado de un gran talento artístico, Govi, formado en la Academia de Bellas Artes, diseñaba grotescas autocaricaturas, método original que le permitía crear nuevos personajes para sus interpretaciones.
El secreto de sus actuaciones era su gran habilidad y largo y paciente estudio. Su inspiración le llegaba gracias a una gran colección de fotografías de personas más o menos conocidos, de los cuales tomaba una barba o una perilla, una arruga, un peinado o una expresión, todos ellos detalles que le ayudaban a crear un nuevo personaje.
Sabía cómo mover a sus personajes con una simplicidad y facilidad solo aparentes. En realidad tenía capacidad y espontaneidad, un talento natural propio para hacer reír con una sola expresión o un simple parpadeo.
En sus actuaciones Govi revivía la vida diaria con una gran facilidad. Cuando le acusaban de no trabajar nunca en un repertorio teatral comprometido o de no haber afrontado temas más cultos, él replicaba afirmando que los teatros ya estaban llenos de actores comprometidos, pero que no representaban el día a día de la gente; él prefería contar la historia de las gentes humildes, y hacerlo con simplicidad consiguiendo divertir al público.

## Biografía

### Inicios
Su nombre completo era Amerigo Armando Gilberto Govi, y nació en Génova, Italia, siendo sus padres Anselmo, un funcionario ferroviario de Módena, y Francesca Gardini, de Bolonia. Le dieron el nombre de Gilberto en honor de un tío paterno, el científico Gilberto.
Estudió junto a su hermano Amleto, pero fue durante unas vacaciones en Bolonia con su tío materno Torquato, actor aficionado, cuando se entusiasmó por el teatro. Aunque su padre quería que fuera también funcionario, empezó a frecuentar una compañía teatral, y a los doce años, en 1897, actuaba con un grupo de aficionados.
Su predisposición al dibujo hizo que se inscribiera en la Accademia di Belle Arti, cursando unos estudios que le resultaron de gran utilidad en su carrera de actor. A los dieciséis años completó el curso en la Accademia y entró en la Officine Elettriche Genovesi para trabajar como diseñador; a la vez entraba en una nueva compañía teatral de aficionados formando parte de la Accademia Filodrammatica Italiana con sede en el Teatro Nazionale de Génova.

### Encuentro con Rina Gaioni
En 1911 conoció a Caterina Franchi, conocida por el nombre artístico de Rina Gaioni, y con la que se casó el 26 de septiembre de 1917, permaneciendo la pareja unida hasta la muerte de él.
Mientras tanto, Govi formó una pequeña compañía de aficionados, con la que actuaría en dialecto genovés e interpretaría comedias escritas por Niccolò Bacigalupo.
Su máxima aspiración era la de entrar a formar parte de la compañía del celebérrimo Virgilio Talli, y cuando tuvo la oportunidad de asistir a una de sus representaciones, se entusiasmó hasta tal punto que le estimuló a proseguir la carrera, sugiriéndole fundar un teatro dialectal propio.
Con Alessandro Varaldo y Achille Chiarella, hacia 1913 fundó la compañía "La dialettale". Con ella, actuó en Génova y en provincias con creciente éxito, y desempeñó funciones de primer actor, director artístico y animador. La compañía siguió representando de modo ininterrumpido, incluso durante la Primera Guerra Mundial.

### Rotura con la Accademia
Tras la explícita llamada de la Accademia filodrammatica a no actuar más en dialecto, en 1916 decidió continuar su propio camino (fue readmitido como socio honorario una quincena de años después, en 1931). Fundó una nueva compañía, la Compagnia dialettale genovese, exhibiéndose en los principales teatros de la ciudad, siempre con un gran éxito.
En 1923 representó en el Teatro Filodrammatici de Milán la comedia I manezzi pe majâ na figgia, de Niccolò Bacigalupo. Fue el comienzo de sus éxitos, tanto a nivel nacional como, más adelante, internacional.
En este momento, decidió dejar su puesto de trabajo fijo en la Officine Elettriche Genovesi para poder dedicarse únicamente al teatro. Los inicios no fueron fáciles, sobre todo por la elección del repertorio a representar, pero en breve tiempo, como una estrella teatral en ascenso, estuvo solicitado por diferentes autores, entre ellos Niccolò Bacigalupo, Emanuele Canesi, Carlo Bocca, Luigi Orengo, Aldo Aquarone, Emerico Valentinetti, Enzo La Rosa, Sabatino Lopez, y otros muchos.
Todos los textos fueron reelaborados por el mismo Govi, por lo que los autores contactaban con él con antelación suficiente. Redactados en italiano, los textos eran traducidos por el actor al dialecto genovés.

### Larga gira por Sudamérica
En 1926 Govi dejó por vez primera Italia para hacer su primera gira por América Latina, haciendo  setenta y ocho representaciones en lugares en los que vivían numerosos italianos, producto del intenso movimiento migratorio, en especial hacia Argentina y Uruguay.
Su compañía repitió la gira en años sucesivos, y en una de ellas participó la actriz Jole Fano, que permaneció en Sudamérica, fundó allí un grupo teatral propio y se hizo famosa como directiva de la emisora Radio Caupolicàn, de Santiago de Chile.

### Actor cinematográfico
Durante la Segunda Guerra Mundial y después de ella, Govi se inició como actor cinematográfico en cuatro filmes de resultado poco satisfactorio: Colpi di timone (1942, de Gennaro Righelli), Che tempi! (1947, de Giorgio Bianchi), Il diavolo in convento (1950, de Nunzio Malasomma) y Lui, lei ed il nonno (1961, de Anton Giulio Majano), este último su única película en color.
Sin embargo, el ritmo del cine, con sus repetidas pausas, y con una técnica de interpretación diferente de la teatral, no le entusiasmaba. A pesar de ello, tuvo la oportunidad de contribuir al lanzamiento de cómicos brillantes, como fue el caso de los jovencísimos Walter Chiari y Alberto Sordi.

### Televisión
En la parte final de su carrera, la televisión permitió que Govi fuera conocido por el gran público gracias a la emisión en director de diferentes programas.
De dichas emisiones todavía se conservan seis comedias, salvadas de la destrucción en los años 1970 por un coleccionista apasionado por el teatro. Son obras grabadas por la RAI.

### Últimos años
En 1960 actuó por última vez en el teatro, en la pieza Il porto di casa mia, escrita por Enrico Bassano. Con setenta y cinco años de edad comprendió que era el momento justo de dejar la escena y dedicarse a un merecido reposo.
Todavía apareció en la pequeña pantalla en algunas raras entrevistas y en diversos programas Carosello de 1961, en los que encarnaba a un simpático personaje, Bàccere Baciccia.

## Muerte
Govi enfermó en 1962, y falleció en Génova el 28 de abril de 1966 por un fallo respiratorio, a los ochenta y un años. En los funerales, celebrados en la Iglesia de Nostra Signora Assunta e Santa Zita, participó toda la ciudad. Sus restos fueron enterrados en el Cementerio monumental de Staglieno, en Génova.

## Filmografía

### Cine
- Colpi di timone (1942), de Gennaro Righelli, adaptación de la comedia de Enzo La Rosa
- Che tempi! (1947), de Giorgio Bianchi, adaptación de la comedia Pignasecca e Pignaverde, de Emerico Valentinetti, con Walter Chiari, Lea Padovani y Alberto Sordi
- Il diavolo in convento (1950), de Nunzio Malasomma
- Lui, lei e il nonno (1962), de Anton Giulio Majano, con Walter Chiari, Lauretta Masiero y Carlo Campanini

### Televisión
- 1957: Impresa trasporti, de Umberto Montrucchio
- 1957: Pignasecca e Pignaverde, de Emerico Valentinetti
- 1958: Colpi di timone, de Enzo La Rosa
- 1958: Quello bonanima, de Ugo Palmerini
- 1959: Sotto a chi tocca, de Luigi Orengo
- 1959: Maneggi per maritare una figlia, de Niccolò Bacigalupo
- 1960: Gildo Peragallo ingegnere, de Emerico Valentinetti
- Articolo Quinto, de Ugo Palmerini
- Tanto per la regola, de Domenico Varagnolo
- Parodi & C., de Sabatino Lopez
- Porto di casa mia, de Sabatino Lopez
- I Guastavino e i Passalacqua, de Emanuele Canesi

## Discografía
Selección de las comedias de Govi publicadas en LP.
- Pignasecca e Pignaverde, de Emerico Valentinetti (Cetra LPB 35036).
- Articolo Quinto, de Ugo Palmerini (Cetra LPB 35041).
- Tanto per la regola, de Domenico Varagnolo (Cetra LPB 35045).
- Sotto a chi tocca, de Luigi Orengo (Cetra LPB 35046).
- In pretura, de Giuseppe Ottolenghi (Cetra LPB 35047).